# Din stund på jorden
Din stund på jorden är en roman från 1963 av författaren Vilhelm Moberg.

## Handling
Albert Carlsson är en svensk utvandrare som 1962 lever sina sista dagar på ett hotell i Laguna Beach i Kalifornien vid Stilla havets kust. Hans tankar går tillbaka till en familjetragedi som inträffade för 50 år sedan. Hans bror Sigfrid tog värvning, men blev sjuk och dog. Över de närmare detaljerna i detta har Albert Carlsson funderat alltsedan dess. Boken innehåller ett av Vilhelm Mobergs mest tidlösa och älskade citat.
”Du ska alltid tänka: Jag är här på jorden denna enda gång!
Jag kan aldrig komma hit igen!
Och detsamma sa Sigfrid till sig själv: Tag vara på ditt liv!
Akta det väl! Slarva inte bort det! För nu är det din stund på jorden!”.

## Om romanen
Moberg har berättat att han efter att ha skrivit klart Utvandrarserien kände sig väldigt trött och tom inombords:

Jag hade inte kunnat skriva något på ett halvår och så började jag helt plötsligt en söndag och skrev ett helt kapitel. Jag hade ett par veckor tidigare börjat tänka på min döde bror. Min bror dog när jag bara var elva år. [...] Och så, efter alla dessa år, var det som om min bror kom tillbaka till mig. Jag hade svårt att sova på nätterna, låg och tänkte på honom, på att han nu var glömd av alla andra människor på jorden.

Romanen har ansetts vara ett slags uppföljare till Utvandrarserien och Albert Carlsson har likheter med två rollfigurer därifrån, nämligen drömmaren Robert och den hemlängtande Kristina. Carlsson är en misslyckad affärsman i USA, men den hembygd han lämnade i Sverige finns inte längre kvar.
1973 gjordes en TV-serie av romanen, Din stund på jorden med Georg Funkquist i huvudrollen.